# Рубеж (альбом)
«Рубеж» — третий официальный студийный альбом российской рок-группы «Ночные Снайперы». Альбом, принёсший известность коллективу. Записан в августе 2000 года на студии «Добролёт», звукорежиссёр — Евгений Лёвин. В ноябре 2000 года подписан контракт на выпуск альбома с компанией «REAL Records». Релиз состоялся 1 марта 2001 года. Осенью того же года переиздан с добавлением двух песен. 

## Список композиций
Слова и музыка всех песен — Дианы Арбениной, кроме №6 — Светлана Сурганова.
| №                   | Название                    | Длительность |
| ------------------- | --------------------------- | ------------ |
| 1.                  | «31-я весна»                | 4:01         |
| 2.                  | «Рубеж»                     | 3:40         |
| 3.                  | «Ёжик»                      | 3:13         |
| 4.                  | «Ограда»                    | 4:29         |
| 5.                  | «Парфюмерная»               | 3:19         |
| 6.                  | «Ты»                        | 2:18         |
| 7.                  | «Блины по-снайперски»       | 2:40         |
| 8.                  | «Еврейская»                 | 2:40         |
| 9.                  | «Россия 37»                 | 4:48         |
| 10.                 | «Кошка московская»          | 4:01         |
| 11.                 | «Колыбельная по-снайперски» | 3:01         |
| 12.                 | «Лето-пиво»                 | 2:57         |
| 13.                 | «Папа»                      | 3:31         |
| 14.                 | «Бабушки»                   | 3:01         |
| Общая длительность: | Общая длительность:         | 47:39        |

## Участники записи
Ответственные за выпуск
- Светлана Лосева – директор группы

Музыканты
- Диана Арбенина – музыка, лирика, вокал (дорожки 1-5, 7-14), бэк-вокал, ритм-гитара

- Светлана Сурганова – музыка, лирика, вокал (дорожка 6), бэк-вокал, скрипка, ритм-гитара

- Иван Иволга – соло-гитара

- Игорь Копылов – бас-гитара, бубен

- Сергей Сандовский – барабаны

Запись
- Евгений Лёвин – режиссёр звукозаписи

Сведение
- Евгений Лёвин – режиссёр сведения

Мастеринг
- Юрий Щербаков – режиссёр мастеринга

## Технические данные
- Запись – Добролёт

- Сведение — Добролёт

- Мастеринг — Калипсо